# NGC 6219
NGC 6219 је лентикуларна галаксија у сазвежђу Херкул која се налази на NGC листи објеката дубоког неба.
Деклинација објекта је + 9° 2' 18" а ректасцензија 16h 46m 22,6s. Привидна величина (магнитуда) објекта NGC 6219 износи 14,2 а фотографска магнитуда 15,2. NGC 6219 је још познат и под ознакама MCG 2-43-1, CGCG 81-4, PGC 58944.